# ماهیگیر
ماهیگیر عبارت از فرد یا افرادی است که ماهی یا دیگر جانوران آبزی را از پهنه آبی شکار می‌کند. این شغل به دوران میان‌سنگی بازمی‌گردد. ماهیگیری به منظور کسب‌وکار در بازار ماهی و همچنین به جهت ورزش یا تفریح انجام می‌گیرد که در این مورد گاهی صید رها می‌شود. برآورد می‌شود که در حدود ۳۸ میلیون ماهیگیر و پرورش‌دهنده ماهی در سراسر جهان وجود دارد.

## نگارخانه

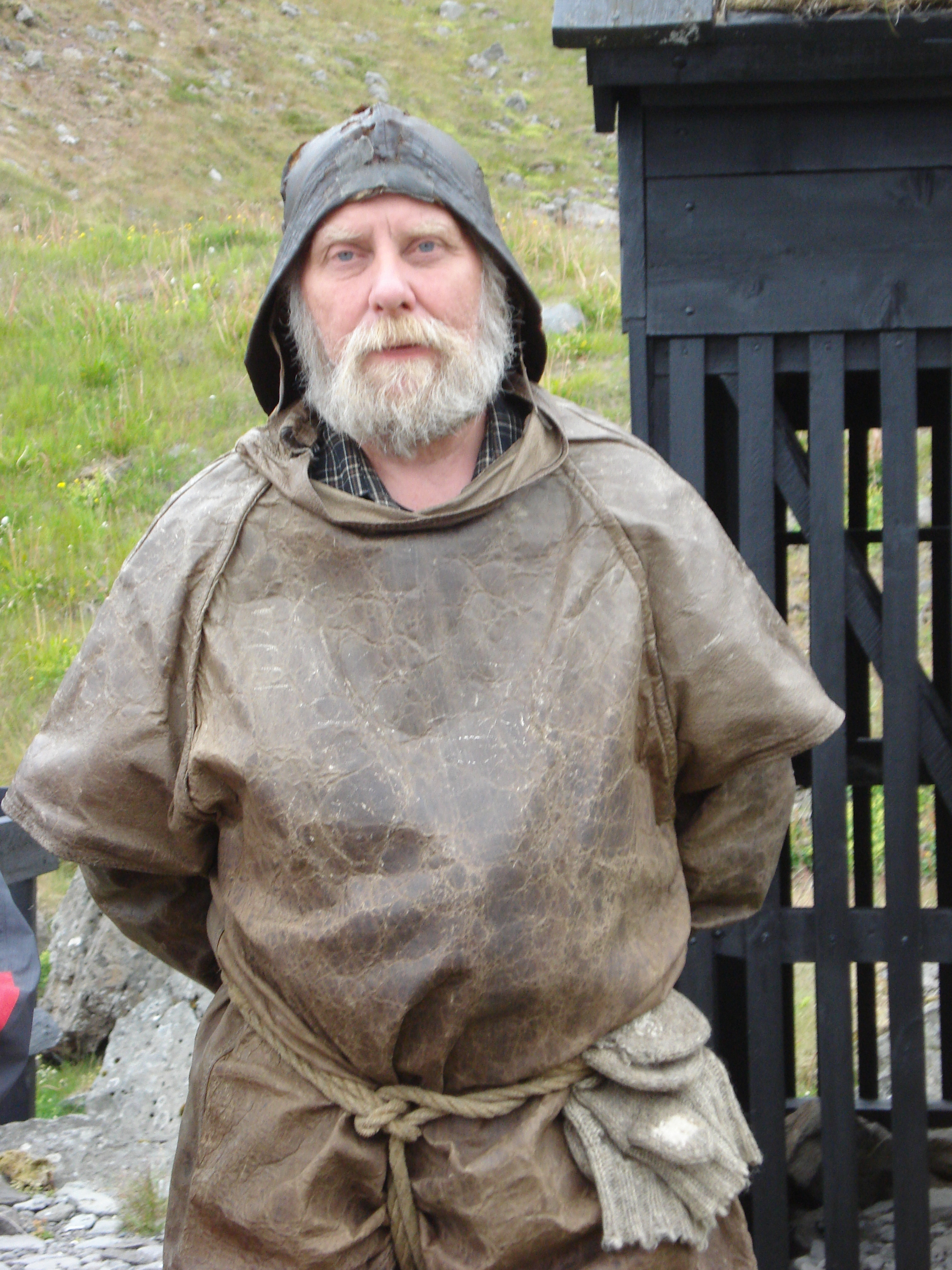
ماهیگیر سنتی ایسلندی
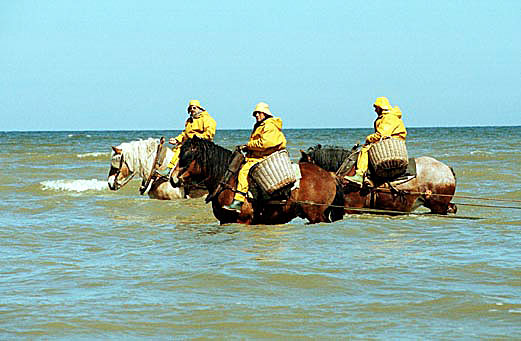
صیادان میگو بلژیکی سوار بر اسب
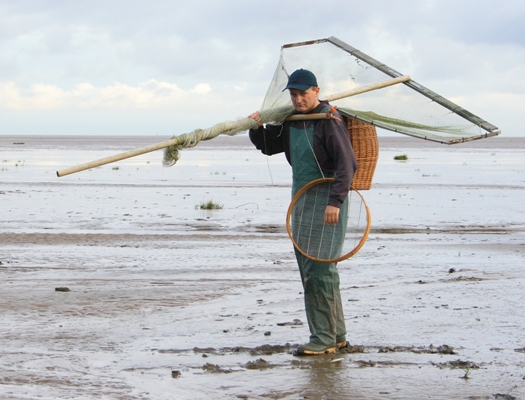
صیاد میگوی انگلیسی با تور
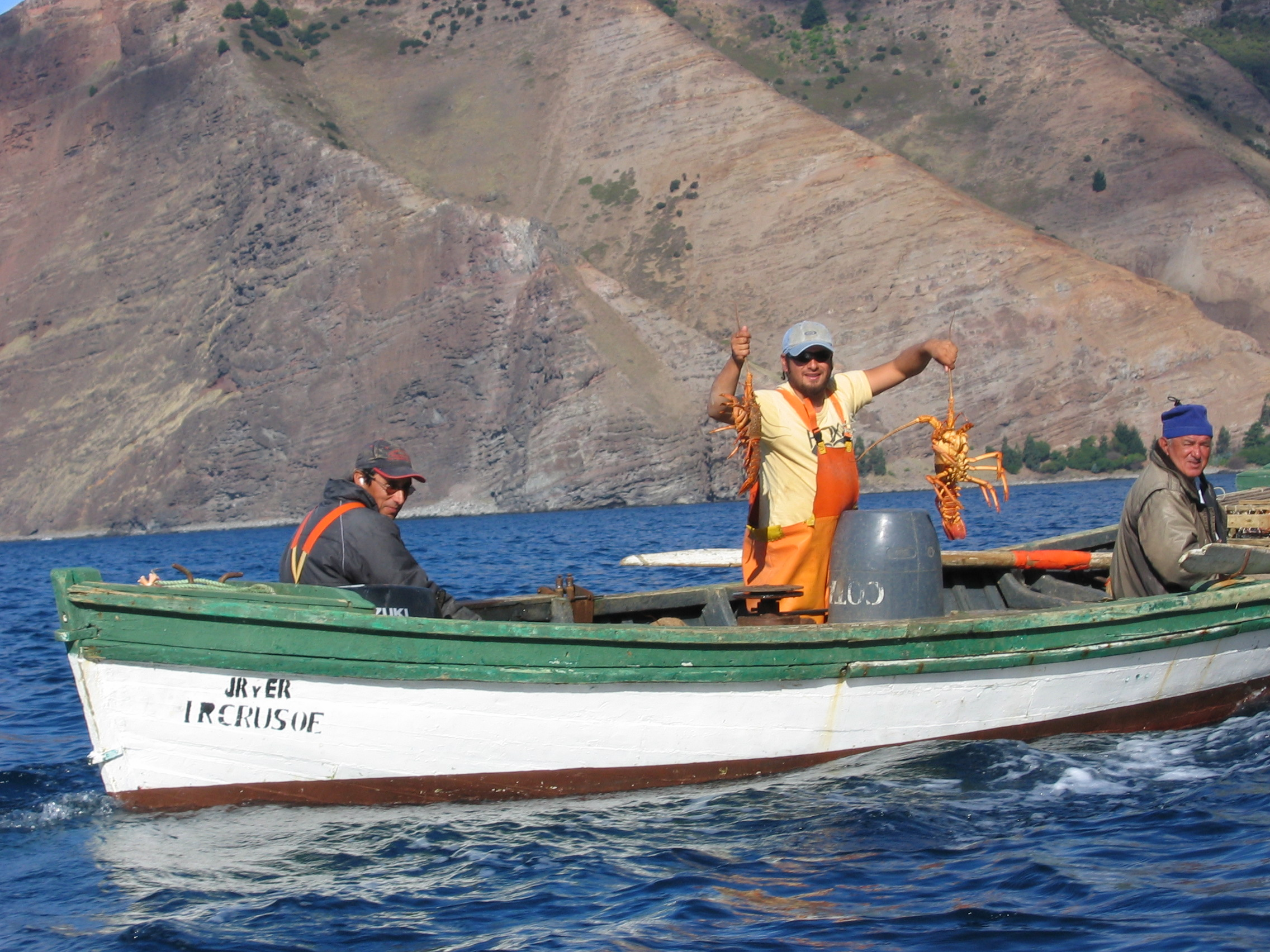
شکار شاه‌میگو در شیلی
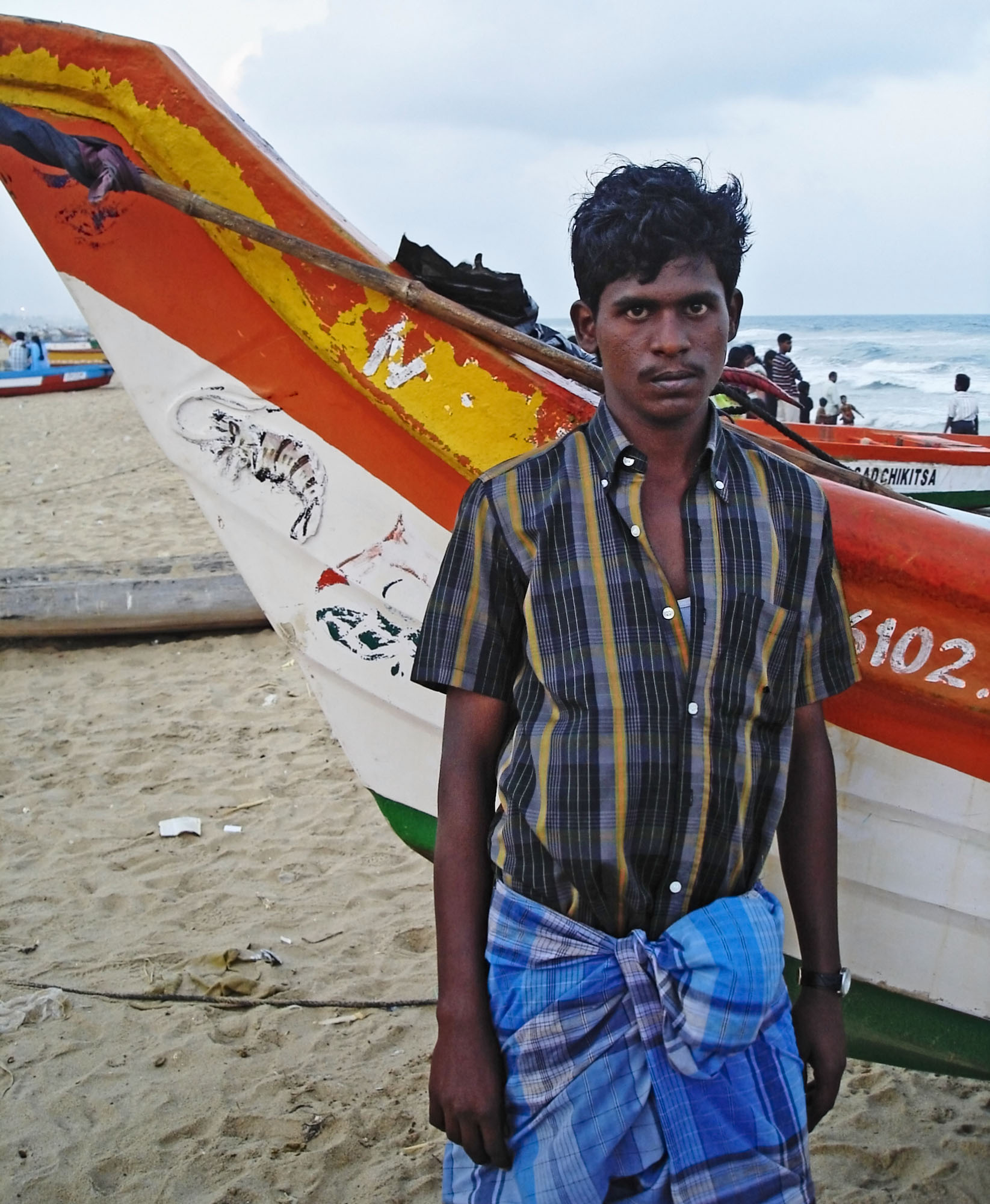
صیاد هندی
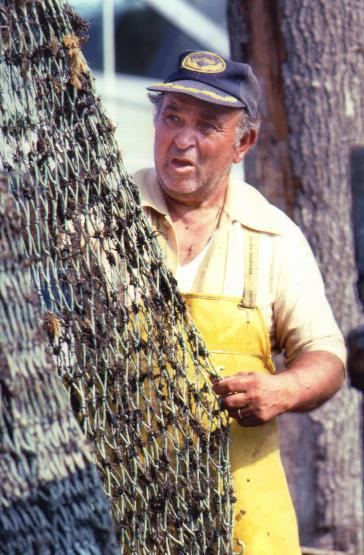
ماهیگیری در لانگ آیلند